# Apiomorpha spinifer
Apiomorpha spinifer är en insektsart som beskrevs av Walter Wilson Froggatt 1930. Apiomorpha spinifer ingår i släktet Apiomorpha och familjen filtsköldlöss. Inga underarter finns listade i Catalogue of Life.